# Havsmusfiskar
Havsmusfiskar (Chimaeridae) är en familj av broskfiskar. Enligt Catalogue of Life ingår havsmusfiskar i ordningen havsmusartade fiskar, klassen helhuvudfiskar, fylumet ryggsträngsdjur och riket djur, men enligt Dyntaxa är tillhörigheten istället ordningen havsmusartade fiskar, klassen broskfiskar, fylumet ryggsträngsdjur och riket djur. Enligt Catalogue of Life omfattar familjen Chimaeridae 38 arter. 
Kladogram enligt Catalogue of Life och Dyntaxa:
| havsmusfiskar | \| \| Chimaera \| \| \| \| \| \| Hydrolagus \| \| \| \| |
|               | \| \| Chimaera \| \| \| \| \| \| Hydrolagus \| \| \| \| |
|               | Callorhinchidae                                         |
|               |                                                         |
|               | Rhinochimaeridae                                        |
|               |                                                         |
|               | Chimaera                                                |
|               |                                                         |
|               | Hydrolagus                                              |
|               |                                                         |

|  | Chimaera   |
|  |            |
|  | Hydrolagus |
|  |            |

## Bildgalleri

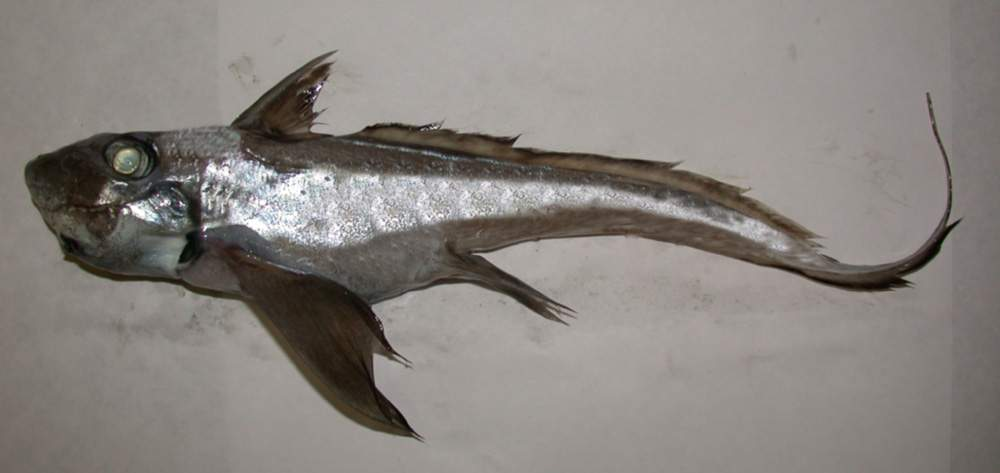
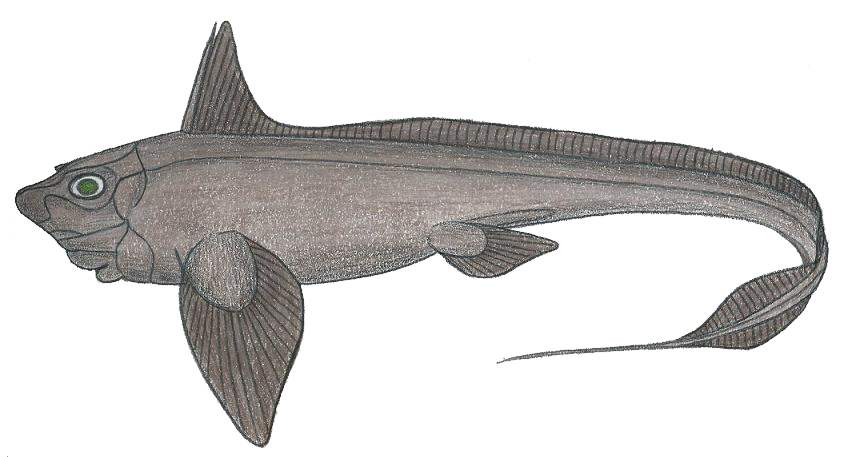
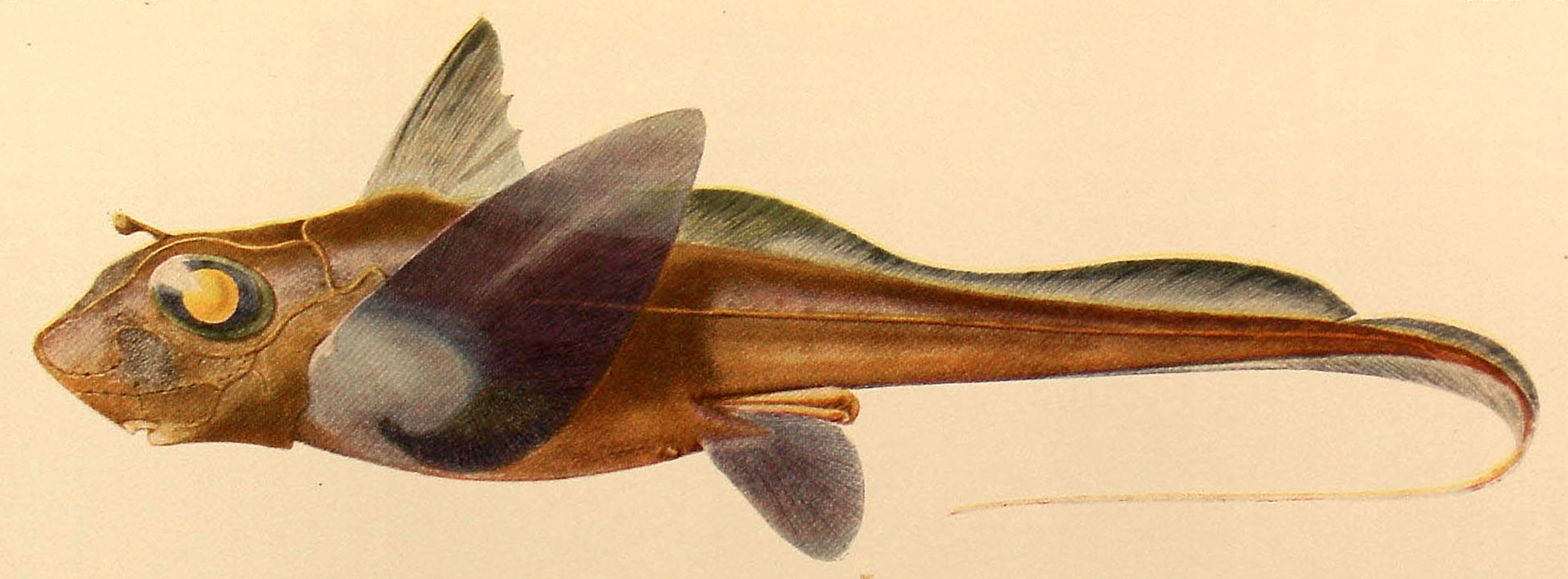
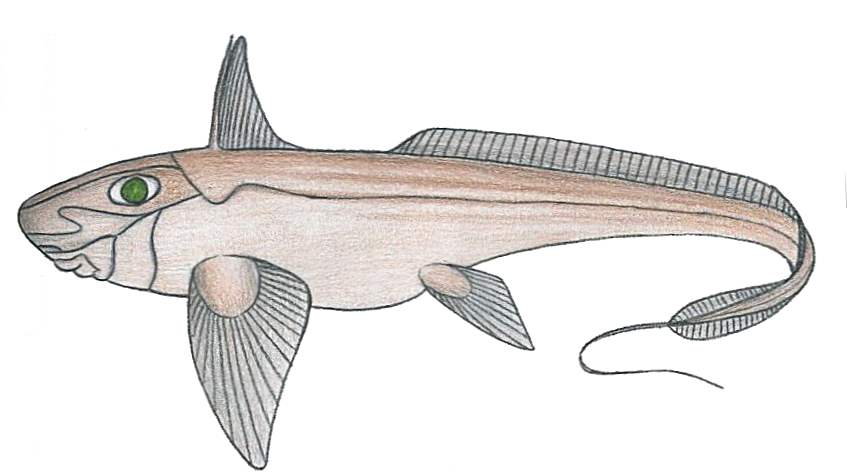
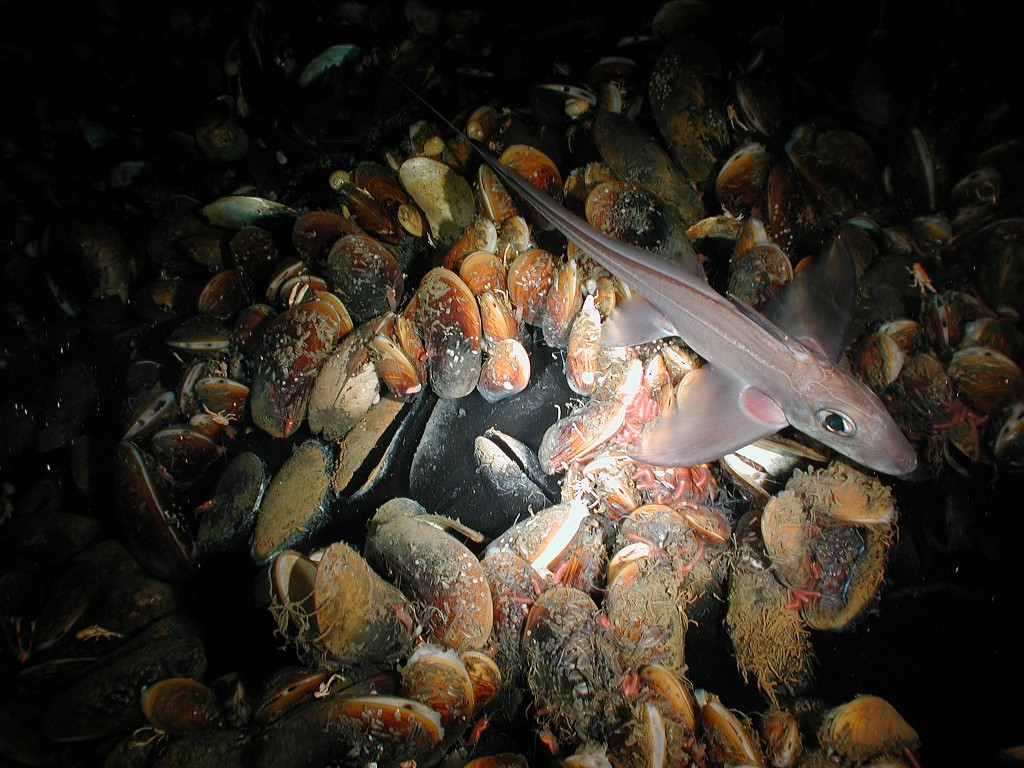
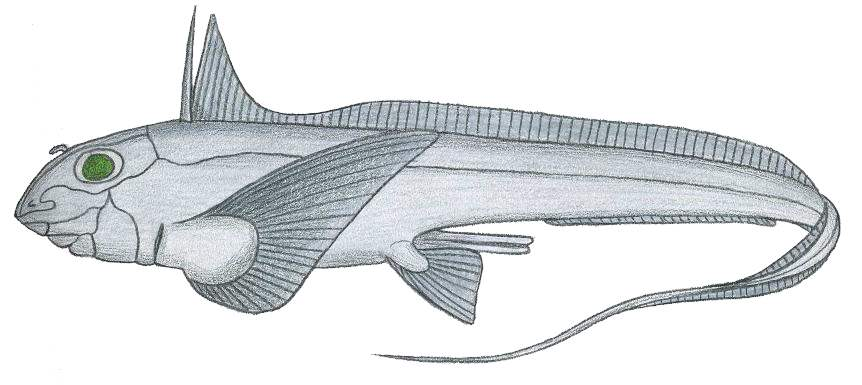